# Ria Stalman
Maria »Ria« Geertruida Stalman, nizozemska atletinja, * 11. december 1951, Delft, Nizozemska.
Nastopila je na poletnih olimpijskih igrah leta 1984, kjer je dosegla uspeh kariere z osvojitvijo naslova olimpijske prvakinje v metu diska.